# Hroza (raion de Kupiansk)
Hroza (ucraïnès: Гроза) és una localitat ucraïnesa situada a la província de Khàrkiv i el raion de Kupiansk, a l'est del país. Fundada el 1922, tenia 452 habitants abans de la invasió russa d'Ucraïna. Els russos ocuparen el poble en els compassos inicials de la guerra, però en foren expulsats durant la contraofensiva de Khàrkiv del 2022. Encara hi vivien 330 persones quan el 5 d'octubre del 2023 un míssil Iskander rus impactà contra un cafè-botiga de queviures on estava reunit gran part del poble després d'un funeral i matà desenes de persones. El dia 12 d'octubre el recompte de les víctimes mortals a Hroza va pujar a 59, segons la policia forense ucraïnesa.
Es troba a la capçalera del Serèdnia Balaklika i a la riba del Krutxeni Iar.